# Trein

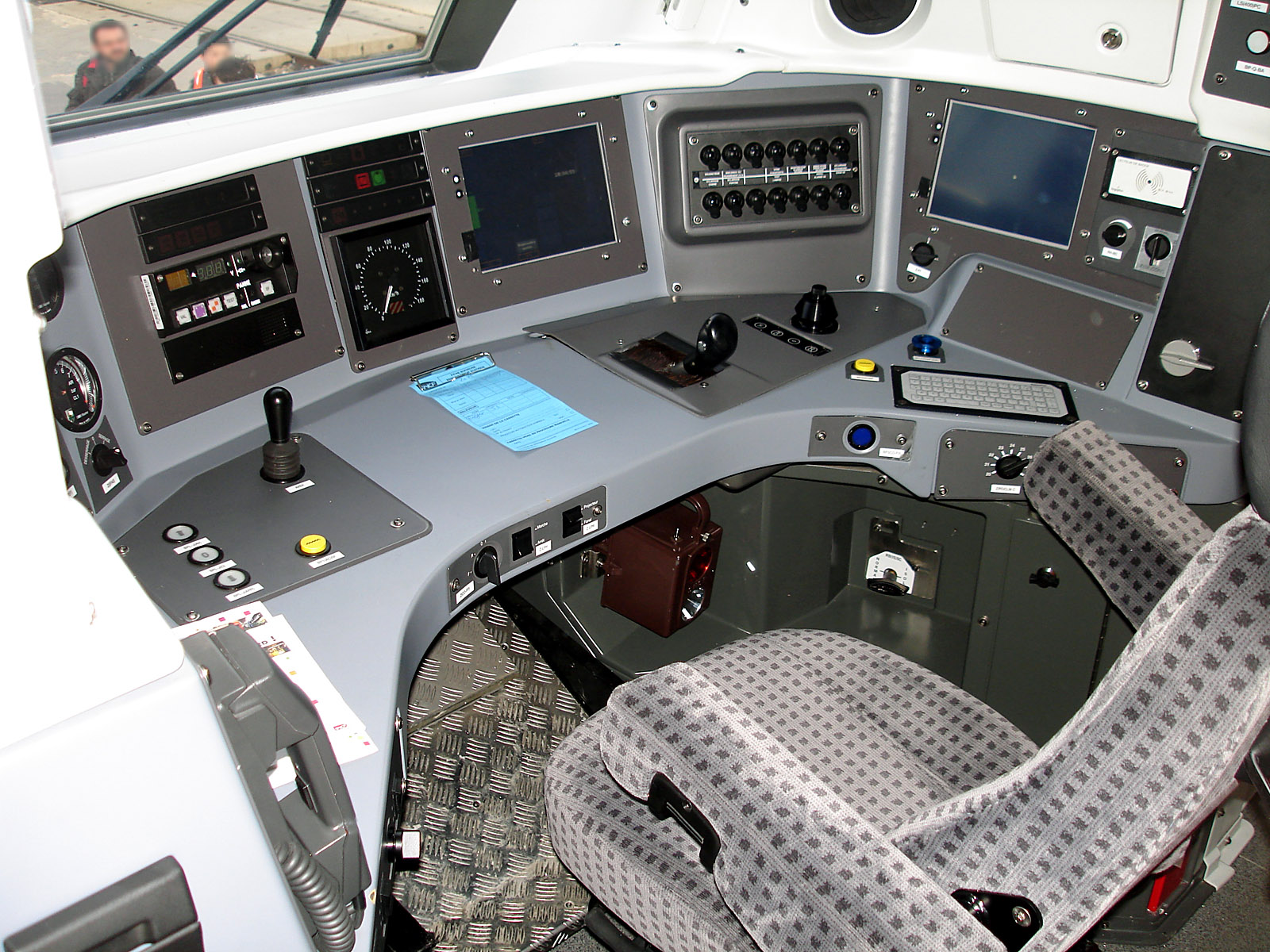
Cabine van een treinstel type SNCF Z 50000

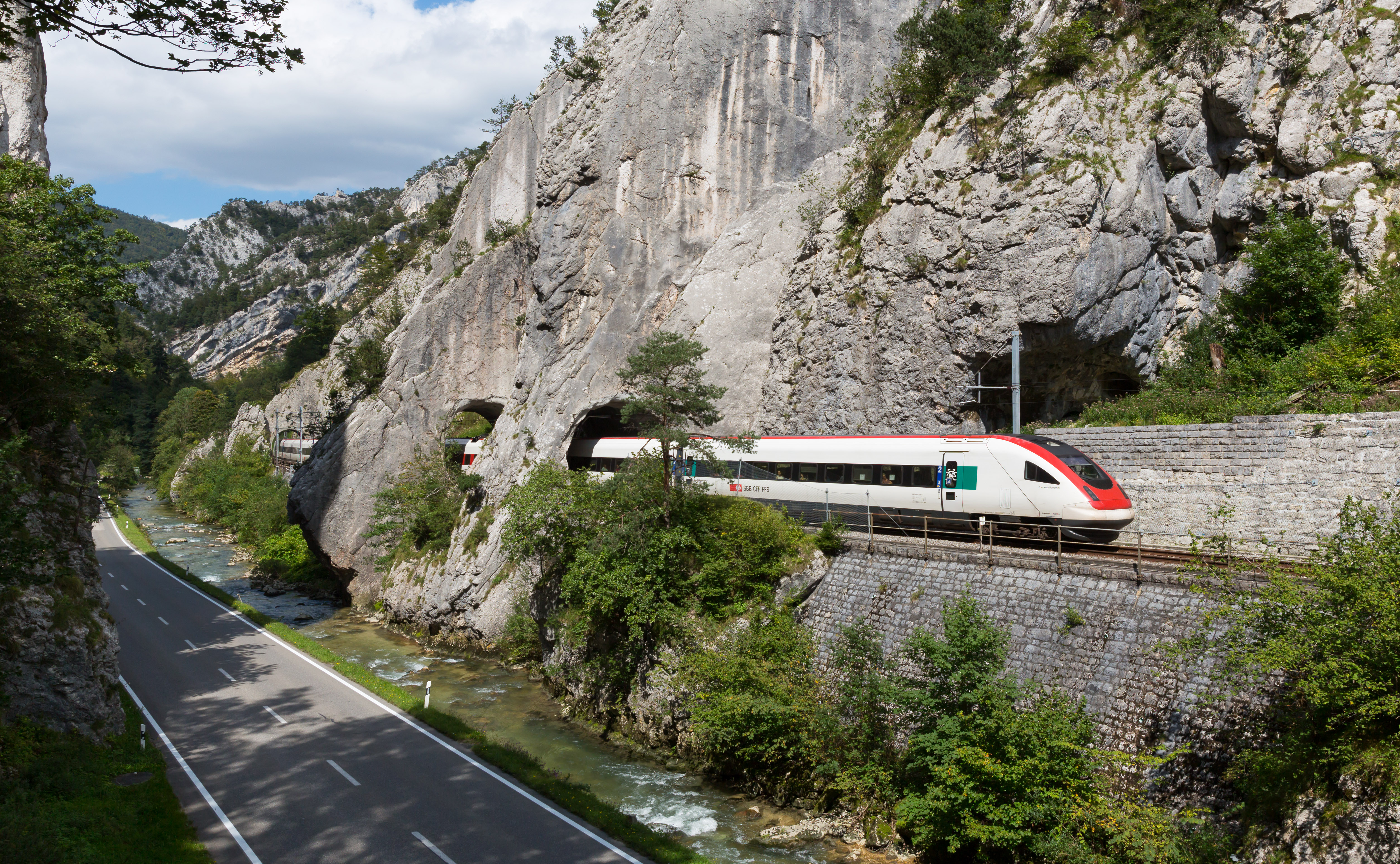
Trein die door een reeks korte tunnels rijdt, in Moutier (Zwitserland)

Een trein is in de dagelijkse betekenis een voertuig bestaande uit een aantal aan elkaar gekoppelde kortere delen op rails, waarbij een of meer van deze delen zorgen voor de aandrijving (tractie). De kortere delen kunnen zijn een locomotief, een spoorwegrijtuig, een goederenwagon of een treinstel, dat op zijn beurt bestaat uit bakken (starre delen).
Andere treinen zijn bijvoorbeeld toeristische wegtreintjes die bestaan uit een trekker op luchtbanden die soms het uiterlijk heeft van een locomotief met een aantal aanhangwagentjes. In sommige landen geschiedt het goederenvervoer over lange afstanden onder andere met zogenoemde road trains. Dit is een vrachtwagentrekker met meerdere aanhangwagens.

## Spoorvervoer
Met treinen vindt meestal spoorvervoer plaats, uitgevoerd door een spoorwegonderneming.
Een getrokken trein is een operationele combinatie van een of meer rijtuigen zonder voortbewegingsinstallatie in combinatie met een locomotief (of andere krachtbron met cabine). Een bijzondere vorm is de trek-duwtrein: een vaste eenheid van locomotief en rijtuigen, waarvan het laatste een stuurstand heeft vanwaar de locomotief met een door de trein lopende kabelverbinding op afstand bestuurd kan worden.
Krachtvoertuigen beschikken over een eigen voortbewegingsinstallatie. Een locomotief wordt daarom als krachtvoertuig beschouwd.
Een treinstel is een vaste eenheid, die bestaat uit een aantal rijtuigen met een stuurstand aan beide uiteinden. Door de permanente samenstelling en de aanwezigheid van een eigen aandrijving is een treinstel eveneens een krachtvoertuig.

### Positie in het verkeer
Voor de veiligheid en om snel te kunnen rijden rijdt een trein normaliter op een vrije baan, onbegaanbaar voor auto's. Er zijn (beveiligde) overwegen waar de spoorlijn een weg of pad kruist, maar ook ongelijkvloerse kruisingen zijn mogelijk. Er zijn plaatsen in de wereld waar treinen op de openbare weg rijden, zonder vrije baan of afscherming, en vaak ook zonder beveiliging. In het Engels heten deze street running trains. Qua goederentreinen komt dit verreweg het meest voor in de Verenigde Staten, en qua reizigerstreinen in Zwitserland.

### Asindeling
Om aan te geven hoe de aandrijving van een krachtvoertuig over de wielassen is verdeeld, wordt de UIC-notatie gebruikt. Een combinatie van in een (draaistel)frame ondergebrachte aangedreven wielassen wordt aangegeven met een hoofdletter (A voor 1 aangedreven as, B voor 2 aangedreven assen etc.). Zijn deze assen afzonderlijk aangedreven, dan wordt de hoofdletter met een "o" aangevuld. Niet aangedreven wielassen worden aangegeven met een cijfer. Zijn de wielassen in een draaistel ondergebracht, dan wordt een apostrof toegevoegd. Met een + wordt aangeduid dat het krachtvoertuig uit meer dan één deel bestaat.

### Remsysteem
Bij treinen wordt de rem pneumatisch (door luchtdruk) bediend (zie westinghouserem). Door de gehele trein loopt de treinleiding van de doorgaande zelfwerkende luchtdrukrem. In elke trein is één remkraan in dienst. Deze remkraan houdt de luchtdruk in de treinleiding op 5 bar (overdruk). De remmen van de trein zijn dan gelost. Met behulp van deze kraan kan de treinbestuurder de luchtdruk in de treinleiding verlagen, met als gevolg dat de remmen aanslaan. De remkracht is min of meer evenredig met de drukverlaging. Bij 3,5 bar treinleidingdruk is de maximale remkracht bereikt.
Bij breuk in de treinleiding (bij breken van een koppeling van de trein), een noodremming door reizigers of een ingreep van het treinbeïnvloedingssysteem wordt de treinleiding ontlucht, waardoor de complete trein remt.
Bij treinen worden verschillende soorten remmen gebruikt:
- Blokkenrem: Een remblok drukt direct op het loopvlak van het wiel. Remblokken zijn gemaakt van verrijkt gietijzer, gesinterd metaal of kunststof. De blokkenrem zorgt dat de wielen van de trein ruw worden, waardoor de trein aanzienlijk meer geluid produceert dan een trein met schijfremmen. Voordeel van deze ruwheid is dat het wiel niet snel blokkeert en dus minder last heeft van vlakke plaatsen in de herfstperiode. Ook is het elektrisch contact (detectie) tussen wiel en spoorstaaf aanzienlijk beter dan bij materieel met schijfremmen.
- Schijfrem: Er zijn aparte remschijven op de wielassen gemonteerd, die tijdens het remmen tussen remblokken worden geklemd. Deze remmethode heeft als nadeel dat de wielen eerder glijden op gladde rails. De remblokken zijn echter lichter en gemakkelijker te vervangen. De remwerking bij hoge snelheden is beter dan bij de blokkenrem.
- Elektrodynamische rem: De elektrodynamische rem (ED-rem) zet de kinetische energie om in elektrische energie. De ED-rem werkt alleen voldoende bij hoge snelheden. Bij lage snelheden nemen blokkenremmen of schijfremmen het werk over. De opgewekte elektrische energie wordt in remweerstanden omgezet in warmte of teruggevoerd naar de bovenleiding (recuperatie). Bij treinen die op gelijkspanning rijden zoals in Nederland en België is de energiebesparing beperkt: de gelijkrichter in het onderstation kan de opgewekte gelijkspanning niet omzetten in een wisselspanning die kan worden teruggeleverd aan het net. De opgewekte energie moet dus gebruikt worden door een (andere) trein in de betreffende bovenleidingsectie, bijvoorbeeld voor treinverwarming. Zijn er geen verbruikers aanwezig, dan wordt de remenergie in remweerstanden omgezet in warmte. Het voordeel van deze rem is de afwezigheid van slijtage. Nadeel is de gecompliceerde elektrische tractieschakeling en het moeten onderbrengen van remweerstanden. De rem werkt alleen op aangedreven assen.
- Hydrodynamische rem: De hydraulische transmissie zet kinetische energie om in warmte. Werkt alleen op aangedreven assen.
- Magneetrem: Hierbij wordt een magneet op de spoorstaaf neergelaten. De aantrekkingskracht van de magneet veroorzaakt wrijving op de spoorstaaf, waardoor de trein afremt. Magneetremmen worden bij snelremmingen gebruikt omdat de slijtage aan materieel en spoor anders groot is. De magneetrem kan ook gebruikt worden als parkeerrem. Er worden zowel elektromagneetremmen als permanente-magneetremmen toegepast.

De volgende remmen onderscheiden zich in de bediening of besturing:
- Handrem: Met een handwiel of kruk worden remmen van het voertuig vastgezet en gelost. Voor algemene invoering van de luchtdrukrem werden treinen handmatig geremd. Met de fluit van de locomotief gaf de treinbestuurder aan de remmers, die op elke beremde wagen aanwezig waren, opdracht om de remmen te lossen of vast te zetten. Tegenwoordig wordt deze rem vrijwel alleen als parkeerrem gebruikt.
- Directe luchtdrukrem: Deze rem, aangebracht op locomotieven, wordt meestal aangeduid als rangeerrem. Alleen de locomotief wordt geremd. De rem is sneller in remmen en lossen dan de zelfwerkende doorgaande luchtdrukrem.
- Zelfwerkende doorgaande luchtdrukrem: De rem wordt vanuit de bestuurderscabine pneumatisch op afstand bediend. Een remstuurklep (tripleklep) in elk voertuig zet een daling van de treinleidingdruk om in een stijging van de remcilinderdruk. Deze rem is wettelijk verplicht voor treinen.
- Elektropneumatische rem: De rem wordt vanuit de bestuurderscabine elektrisch op afstand bediend. Vanwege de wettelijk verplichte aanwezigheid van de luchtdrukrem is de ep-rem niet fail-safe. In Nederland worden de analoge ep-rem (sinds 1961) en de binaire driebits-ep-rem (sinds 1975) toegepast. Voordelen ten opzichte van de pneumatische rem zijn de korte rem- en lostijden en het gelijktijdig aanslaan en lossen van de remmen in de gehele trein.
- Hogedrukrem: Omdat de remwerking van de "normale" blokkenrem bij hoge snelheden ontoereikend is, is materieel voor inzet boven 100 km/h vaak uitgerust met een HD-rem: boven een bepaalde snelheid worden extra remcilinders ingeschakeld of de maximale remcilinderdruk verhoogd.
- Parkeerrem: Deze rem houdt opgesteld materieel op zijn plaats. Bij "Federspeicher"-remmen houdt een veer de remmen vast. Een permanente-magneetrem houdt zichzelf op het spoor vast. Een handbediende schroefrem houdt de remmen vast door wrijving in de overbrenging of door een arrêtering. Een hydraulische parkeerrem door vloeistofdruk. De handrem wordt vaak als parkeerrem gebruikt.
- Noodrem: De bediening van de noodrem opent direct of indirect een klep in de treinleiding van de luchtdrukrem. Een trein kan uitgerust zijn met noodremoverbrugging die het voor de treinbestuurder mogelijk maakt, na kwiteren, de noodrem te lossen en de trein op een geschikte plaats tot stilstand te brengen (bijvoorbeeld buiten een tunnel).
- Antisliprem: De antisliprem, aangebracht op locomotieven, zorgt voor een bepaalde druk in de remcilinders van de blokkenrem. Deze rem voorkomt dat wielen doorslaan bij het aanzetten op glad spoor.

### Records
Deze lijst bevat de wereldsnelheidsrecords van voertuigen op rails.
- 1804 (21 februari) – 8 km/h door de stoomtrein van Richard Trevithick in het Verenigd Koninkrijk.
- 1825 – 24 km/h door de Locomotion No. 1 in het Verenigd Koninkrijk.
- 1829 – 46 km/h door Stephenson's Rocket in het Verenigd Koninkrijk.[1]
- 1830 – 48 km/h door Stephenson's Rocket in het Verenigd Koninkrijk.
- 1848 – 96,6 km/h door Antelope van de Boston and Maine Railroad in de Verenigde Staten.
- 1850 – 125,6 km/h door de GWR Iron Duke van Great Western Railway.
- 1854 – 131,6 km/h door de 41 van Bristol & Exeter Railway in het Verenigd Koninkrijk.
- 1934 (30 november) – 161 km/h door LNER Class A3 4472 Flying Scotsman in het Verenigd Koninkrijk.[2]
- 1934 (20 juli) – 166,6 km/h door de Milwaukee Road class F6 #6402 in de Verenigde Staten.
- 1935 (5 maart) – 168,5 km/h  door de LNER Class A3 No. 2750 Papyrus in het Verenigd Koninkrijk.
- 1935 (29 september) – 180,3 km/h door de LNER Class A4 2509 Silver Link in het Verenigd Koninkrijk.
- 1936 (17 februari) – 205 km/h door de DRG SVT 137 "Bauart Leipzig" in Duitsland.
- 1939 (23 juni) – 215 km/h door de DRG SVT 137 155 (Kruckenberg) in Duitsland.
- 1954 (21 februari) – 243 km/h door de SNCF CC 7100 in Frankrijk.
- 1955 (28 maart) – 320,6 km/h door de Alsthom CC 7107 in Frankrijk.
- 1955 (29 maart) – 331 km/h door de Jeumont-Schneider BB 9004.[3]
- 1981 (26 februari) – 380 km/h door de SNCF TGV Sud-Est Set No. 16 in Frankrijk.
- 1988 (1 mei) – 406,9 km/h door de InterCityExperimental in Duitsland.
- 1989 (5 december) – 482,4 km/h door de TGV Atlantique nr 325 in Frankrijk.
- 1990 (18 mei) – 515,3 km/h door de TGV Atlantique nr 325 in Frankrijk.
- 2003 (2 december) – 581 km/h door de JR-Maglev te Japan. Deze trein is echter niet commercieel en onbemand.[4][5]
- 2007 (3 april) – 574,8 km/h door de SNCF TGV POS Set No. 4402 in Frankrijk.[6]
- 2015 (16 april) – 590 km/h door een JR-Maglev te Japan.
- 2015 (21 april) – 603 km/h door een JR-Maglev te Japan.[7]